# София Амалиенборг
„София Амалиенборг“ – дворец, намирал се приблизително на мястото на днешната резиденция на датския крал, Амалиенборг, в Копенхаген, Дания. Построен е от кралската съпруга София Амалия фон Брауншвайг-Каленберг, която живяла там до смъртта си през 1685 г., след като съпругът ѝ, крал Фредерик III Датски, починал няколко години преди завършването му. Дворецът изгаря до основи на 19 април 1689 г. по време на пожар, който причинява смъртта на много хора. Втори „София Амалиенборг“ е построен на същото място, но е разрушен, за да се направи място за развитието на Фредериксщаден.

## История

### Първи дворец
„София Амалиенборг“ е построен, за да замени Градините на кралицата, допълнение към Градините на краля, разположени извън крепостните стени на Копенхаген, които са разрушени от шведски войници по време на обсадата на Копенхаген през 1659 г. по време на Втората северна война (1658 – 1660)
След края на войната София Амалия придобива няколко имота в местността нов Копенхаген (Нюхаун), който бива включен в крепостните стени, след като курса на източната стена е променен. Имота е придобит първоначално от крал Кристиан IV Датски в началото на века. Други части от имота са част от Росенбор и Нюбодер, дори преди промените на крепостните стени.
Кралицата придобива площи, приблизително заети от сегашните квартали Бредгаде, Фредериксгал, Амалиегал и Санкт Аннж Плас. Работа по градината започва през 1664 г., а в периода 1666 г. до 1667 г. французинът Мишел льо Роа отговаря за проектирането, особено за чешмите и водната система. Дворецът е построен между 1669 г. и 1673 г., като София Амалия успява да набави средства, въпреки следвоенните трудности. Не е ясно кой е архитектът на сградите, но се предполага, че е Албертус Матийсен. Други предположения са, че льо Роа е участвал в проектирането и на двореца, а не само на градините. В ранни документи той е посочван, като „инженер“, докато в по-късни е наричан „Baumeister der Koniginn“ („Строител на Кралицата“).
Кралят умира през 1670 г. и кралицата–майка живее там до смъртта си на 20 февруари 1685 г.
На 15 април 1689 г. Кристиан V Датски, синът на София Амалия, празнува своя 44-ти рожден ден в двореца с представяне на немска опера, вероятно първата опера представена в Дания, в специално построен за това временен театър. Операта има голям успех и е показана още веднъж на 19 април. В началото на второто представление, част от декора на сцената се запалва, като целия театър изгаря до основи и 180 души губят живота си. 

### Втори дворец
Кралят планирал да възстанови двореца, чиято църква, кралските домакинства и градина са все още непокътнати. Оле Ромер оглавил подготвителната работа по възстановяването на „София Амалиенборг“ в началото на 1690 г. През 1694 г. кралят договаря сделка с шведския майстор Никодемус Тесин Младши, който прекарал лятото в Копенхаген, обследвайки имота. Скиците и моделът били готови през 1697 г. Кралят обаче намира плановете за прекалено амбициозни, като още същата година започва разрушаването на сградите, като използва материалите от тях за строежа на Гарнизонната църква.
Вторият „София Амалиенборг“ е построен от крал Фредерик IV Датски, в началото на неговото царуване. Той се състои от скромна лятна къща, централен павилион с оранжерия и аркади от двете страни на павилиона. От едната страна на сградата е била градина във френски стил, а от другата – военни съоръжения за тренировка. Павилионът е имал трапезария на приземния етаж. На горния етаж е бил салонът с изглед към пристанището, градината и тренировъчния плац. Тази сграда в крайна сметка е разрушена, за да се освободи място за Фредериксщаден

## Архитектура
„София Амалиенборг“ е построен, като триетажна римска вила с дълги едноетажни странични крила. Централното крило има висок приземен етаж с мецанин. Има плосък покрив, облицована с балюстри, и с малка кула в центъра си.